# ナニー (イギリス)
ナニー（英: nanny）は、特にイギリスで母親に代わって子育てをする役職のことである。一時的なベビーシッターとは異なる。従来は文化的・歴史的に女性が務めることが一般的であったが、現在は後述のナニー・スクールで男性がナニーの資格を取ることも可能であり、男性のナニー（man + nanny)で「マニー（manny）」という合成語も存在する。

## 歴史
英語では、乳を与えるのをwet nurse、子育てをするのをdry nurse (nanny) と区別する。前者がおしめなどを扱うからとされる。ナニーと一般的に呼ばれるようになったのは1920年代とされる。
ナニーは子どもたちと一緒に子ども部屋で寝起きをし、洗顔から朝食など一日中面倒をみる。テーブルマナーから口のきき方、身のこなし、部屋の後片付けの面倒などをみる。子どもに家庭教師がつけられるか、学校に行くようになるまでの重要な時期に子育てをする。
イギリスの富裕層の子どもの世話をするのは、ナニーとガヴァネスに分けられる。ナニーの後にガヴァネスがつけられる。ナニーは upper servant として使用人の一人と見なされることがあるが、ガヴァネスは servant とは見なされず、苗字と称号で呼ばれ、食事も使用人とは別だった。ガヴァネスがアッパー・ミドル・クラスやアッパー・クラスなのに、ナニーはワーキング・クラス、あるいはロウアー・ミドル・クラスの出身者が多い。制度的にはナニーは古い時代のものとなっている。
日本では『メリー・ポピンズ』で仕事内容が知られていたが、21世紀になってからテレビ番組『世界まる見え!テレビ特捜部』などでイギリスのテレビ番組『ナニー911』などが紹介され、「ナニー」という言葉が広く知られるようになった。
現在でも日本ではベビーシッターや家政婦の認識が高く「お金持ちが雇う存在」であるが、アメリカではティーンエイジャーのアルバイトとして日雇いの定番である。

## ナニーとして著名な人物

### イギリス王室
- シャーロット・ビル - ジョージ5世のナニー。
- ティギー・レッグ＝バーク（英語版）(通称:ティギー) ‐ イギリス王室のウィリアムとヘンリーのナニー[5]。

## ナニーが登場する作品
（☆は男性のナニーが登場する作品）
小説
- メアリー・ポピンズ - 作：パメラ・L・トラヴァース。不思議な力を持つナニーのメアリー・ポピンズが傘をさし風に乗ってバンクス家に現れて、子供たちは変わった体験をする。
- ティファニーで子育てを - 作：エマ・マクローリンとニコラ・クラウス。

映画
- メリー・ポピンズ - メアリー・ポピンズを原作とするディズニー映画。
- オーメン
- あひるのおばけ ダッキュラ
- ゆりかごを揺らす手
- アダムス・ファミリー2 - 一家に新たに加わった赤ん坊の世話係としてナニーを雇うところから物語が始まる。[6]
- ナニー・マクフィーの魔法のステッキ
- ナニー・マクフィーと空飛ぶ子ブタ
- 私がクマにキレた理由 - ニューヨークのセレブの子育て事情を描いた映画。就職活動で失敗した主人公がひょんなことから上流階級の家庭で住み込みの子守として雇われる。
- ☆Mr.ベビーシッター[7]
- ☆キャプテン・ウルフ
- ☆Der Nanny[8]

（なお、 サウンド・オブ・ミュージックの主人公マリア及びそのモデルとなったマリア・クチェラはいずれもナニーではなくガヴァネスである。）
漫画
- チム・チム・チェリー! - 作：あゆみゆい。不思議な力を持つ小さなナニー・チェリーが活躍するファンタジー作品。（チム・チム・チェリー! - マンガ図書館Z）
- ベビーシッター・ギン! - 作：大和和紀。ギンは英国王立ナニー協会認定のベビーシッター。男性でありながら英国淑女の装いに身を包んでいる。テレビドラマ化もされた。
- 紅のメアリーポピンズ - 作：高口里純。日英混血の二葉吏糸が行く先々で出会うセレブ家庭の問題を解決し活躍する。

番組
- スーパーナニー - イギリスの国家資格で認められたプロのベビーシッターが一般家庭に出向き、問題を解決するというテレビ番組。日本では『子育てリアリティ 出張しつけ相談』として放送されている。
- ナニー911 - 『スーパーナニー』のライバル番組。

ドラマ
- ぼくらのナニー - あらゆる事柄あらゆる動物とコミュニケーションができる不思議でチャーミングな家政婦ナニーと、男やもめの大学教授と３人の子供たちがくりひろげるファンタジックコメディ。ジュリエット・ミルス、リチャ－ド・ロング主演。日本ではNHK総合テレビ夕方18時の少年映画劇場枠で放映した。
- マペット・ベイビーズ
- ☆メル&ジョー 好きなのはあなたでしょ?
- ☆Lの世界

その他
- ピーターパン - 金持ちではないので飼い犬ナナにナニーの代わりをさせている。